# Giuseppe Vasco Vian
Giuseppe Vasco Vian (Mogliano Veneto, 1º aprile 1895 – Buenos Aires, 10 giugno 1979) è stato uno scultore e pittore italiano naturalizzato argentino.

## Biografia
Figlio di Anna Angela Luigia Benvegnù (1967-1940) e di Girolamo Vittorio Vian (1867-1937), lo zio Giacomo Vian detto "tagliapietra" concorse al restauro della loggetta del Sansovino dopo il crollo del Campanile di San Marco, frequentò la Scuola Tecnica di Treviso, quindi passò all'Accademia di Belle Arti di Venezia, sotto la guida di maestri quali Antonio Dal Zotto e Pietro Canonica.
Dopo la parentesi bellica, che lo vide soldato, riprese appieno il suo lavoro, scolpendo soprattutto monumenti funerari e statue per chiese, ma anche opere di carattere profano. Fu anche l'autore di numerosi monumenti ai caduti, come quello della città natale (inaugurato nel 1926).
Insofferente al fascismo, negli anni venti lasciò con la moglie, Maria Giovanna Bellomo, l'Italia e si stabilì in Argentina, dove riprese con crescente successo la sua attività. Apprezzate dalla critica locale, assunse l'incarico di Modelador della Divisione Ingegneri del Ministero della Guerra locale e lavorò su opere monumentali commissionate dal governo, ma anche per privati. Tra questi, uno è stato pure riprodotto in un francobollo argentino.
Negli ultimi anni si dedicò anche alla pittura e affrescò soprattutto con scene mitologiche gli interni di diverse ville.
Nonostante ciò, rimase sempre una persona estremamente semplice e schiva. Ritenendola una cosa priva di valore, spesso non apponeva nemmeno la firma sulle sue opere e alle volte, a lavoro già compiuto, veniva richiamato dai committenti affinché la mettesse.